# EMI 레코드 재팬

EMI 레코드 재팬(EMI Records Japan)은 일본의 음반사로 현재 유니버설 뮤직 재팬 산하에 있다.

## 소속 음악가
- 글레이
- 도쿄지헨
- 래드윔프스
- 마쓰토야 유미
- 베이스 볼 베어
- 사카모토 후유미
- 시이나 링고
- 아이즈원
- 알피
- 애시드맨
- 오구로 마키
- 우타다 히카루
- 이나고 라이더
- 이마이 미키
- 기시단
- 호테이 토모야스
- 후지패브릭
- 히무로 쿄스케
- 9mm 패러벨럼 불렛
- 아이유
- 에이핑크
- 제임스 이하
- Alice Nine
- 키노코 테이코쿠

## 같이 보기
- EMI
- EMI 뮤직 재팬
- 유니버설 뮤직 그룹
- 유니버설 뮤직 재팬